# Ангел Станков (музикант)
Ангел Мирчов Станков е български цигулар, диригент и музикален педагог, професор.

## Биография

### Произход и образование
Роден е на 28 април 1948 г. в София, произхожда от стар баташки род. Прадедите му даряват мястото, на което е построена старата баташка черква; в нея при Баташкото клане при потушаването на Априлското въстание загива прадядо му. Бащата на Ангел Станков е специалист по международно право, който след Деветосептемврийския преврат е принуден да стане общ работник.
През 1970 г. завършва цигулка в Българската държавна консерватория (днес Национална музикална академия) в София при Леон Суружон и Владимир Аврамов. След това специализира при Мануг Парикян и Ифра Нийман в Лондон.
Характеризиран е от Йехуди Менухин така: „Ангел Станков е не само многообещаващ цигулар, той притежава голяма чувствителност и благородство на характера, определящи истинския музикант“.

### Музикална кариера
В периода 1981 – 1993 г. е концертмайстор на Софийската филхармония. От 2001 г. е първи цигулар на квартет „София“, а през 90-те години на XX век – на клавирно трио „Димитър Ненов“.
Години наред концертира с Йосиф Радионов. Гастролира в почти всички държави в Европа, а също така и в САЩ, Япония, Тайван, Южна Корея, Сингапур, Куба и др., свири в най-престижните зали като Карнеги Хол (Ню Йорк), Кенеди Сентър (Вашингтон), Гевандхаус (Лайпциг), залата на Московската консерватория, Изуми Хол (Осака), Сънтори Хол (Токио), Операта на Ница и др.
Като диригент Ангел Станков се развива под ръководството на Христо Иванов, Добрин Петков и Асен Найденов, учи се и от други български и чужди майстори. Започва с дирижиране на камерни оркестри, между които оркестъра на Националната музикална академия, а след това и на симфонични оркестри. Гост-диригент е на оркестрите в Солун, Ниш, Киев, Харков.Дирижира Истанбулския камерен оркестър и др.

### Преподавателска дейност
От 1996 г. е професор в Националната музикална академия „Проф. Панчо Владигеров“. Заместник-ректор е на Академията два мандата (1999 – 2008).
Води майсторски класове в Интернационалната лятна академия Семеринг, Австрия (3 поредни години), Лас Вегас, Ваймар, Асор и Одрин, Турция.
През 2003 г. преподава цигулка в Училището по изкуства в Северна Каролина, САЩ, и прави редица успешни рецитали в страната. 

### Записи
Реализирал е записи индивидуално и с цигулково дуо с Йосиф Радионов за БНР, БНТ, Балкантон, Би Би Си – Лондон, Радио Хага, Радио Прага, руска и френска телевизия, Йомиури Телевижън, Радио NHK – Япония и др.

### Други
Ангел Станков е канен като член и председател на жури на международните конкурси HELEXPO и общогръцкия конкурс за цигулари, както и на множество други местни и международни конкурси.
Включен  в изданието „Кой кой е в музиката“ на Кеймбриджкия биографичен институт и е член на консултативния съвет за Източна Европа. Включен е и в изданието „Кой кой е в България“.

## Отличия
Заедно с Йосиф Радионов е носител на редица престижни награди, между които „Златна лира“ на СМДБ, Диплом за високо изпълнителско майсторство ог XII световен младежки фестивал в Москва, наградата за изкуство на Екофорум за мир, наградата „Златно перо“, наградата за изкуство на дружество „Гражданин“, наградата „100 години Бела Барток“, наградата „Златен век“ на Министерство на културата и др. През 1993 г., заедно с Теодора Несторова и Йосиф Радионов, става лауреат на Първия международен фестивал за камерна музика в Осака, Япония.
Удостоен е с орден „Член на ордена на Британската империя“ (2009)  от кралица Елизабет II.
Награден е от японският император с Ордена на изгряващото слънце - златни лъчи с лента, за принос към развитието на културните отношения между Япония и България.
Почетен гражданин на София.

## Дискография (частична)
- „Пиеси на бис“ - цигулково дуо Ангел Станков и Йосиф Радионов и Теодора Несторова- пиано (Балкантон БКА 12172)
- „Виртуозни пиеси за две цигулки“ - цигулково дуо Ангел Станков и Йосиф Радионов и Теодора Несторова- пиано(Балкантон ВКА 11268) 1983 г.
- „Студиото на Младия Музикант“ (Балкантон ВКА 11961) 1986 г.
- Osaka International Chamber Music Winning Artists Album (Yomiuri Telecasting Corporation YC 9303) 1993г. Видео запис на изпълнението (минути 32-46).
- „Брамс Трио Опус 40“- цигулково дуо Ангел Станков и Йосиф Радионов, и Теодора Несторова- пиано (Метроном) 1997 г.
- „Брамс Сонати“ -  цигулково дуо Ангел Станков и Йосиф Радионов и Теодора Несторова- пиано (Гега GC 592) 1997 г.
- „Бележити Изпълнители“ На Концерт с цигулково дуо Ангел Станков и Йосиф Радионов и Теодора Несторова- пиано (Балкантон ВКМС 7728) 1997 г.
- Концерт в Зала „България“ 1993 г. - цигулково дуо Ангел Станков и Йосиф Радионов и Теодора Несторова- пиано (Метроном) 1997 г.
- Антонио Вивалди „Шест концерта за две цигулки“ 1990 г. - RV 522, RV 517, RV 514, RV 512, RV 507 (премиера); RV 509; Ангел Станков, Йосиф Радионов, солисти; Oркестър София Музыка, Alan Hazeldine, диригент.  DCC Compact Classics, Inc.